# ISO 3166-2:KI
ISO 3166-2:KI — стандарт Международной организации по стандартизации, который определяет геокоды. Является подмножеством стандарта ISO 3166-2, относящимся к Кирибати. Стандарт охватывает 3 островных группы Кирибати. Каждый геокод состоит из двух частей: кода Alpha2 по стандарту ISO 3166-1 для Кирибати — KI и дополнительного кода, записанных через дефис. Дополнительный код образован однобуквенным кодом, аббревиатурой названия группы островов. Геокоды островных групп Кирибати являются подмножеством кодов домена верхнего уровня — KI, присвоенного Кирибати в соответствии со стандартами ISO 3166-1.

## Геокоды Кирибати
Геокоды 3 островных групп административно-территориального деления Кирибати.
| Геокод | Административная единица | Статус          |
| ------ | ------------------------ | --------------- |
| KI-G   | Острова Гилберта         | группа островов |
| KI-L   | Острова Лайн             | группа островов |
| KI-P   | Острова Феникс           | группа островов |

## Геокоды пограничных Кирибати государств
- Маршалловы Острова — ISO 3166-2:MH (на северо-западе (морская граница)),
- Микронезия — ISO 3166-2:FM (на северо-западе (морская граница)),
- Науру — ISO 3166-2:NR (на западе, на юго-западе (морская граница)),
- Соломоновы Острова — ISO 3166-2:SB (на западе, на юго-западе (морская граница)),
- Тувалу — ISO 3166-2:TV (на западе, на юго-западе, на юге, на юго-востоке (морская граница)),
- Острова Кука — ISO 3166-2:CK (на юге, на юго-востоке (морская граница)),
- Французская Полинезия — ISO 3166-2:PF (на юге, на юго-востоке (морская граница)),
- Внешние малые острова США — ISO 3166-2:UM (на юге, на юго-востоке (морская граница)).